# Gran Premi de San Marino del 1984

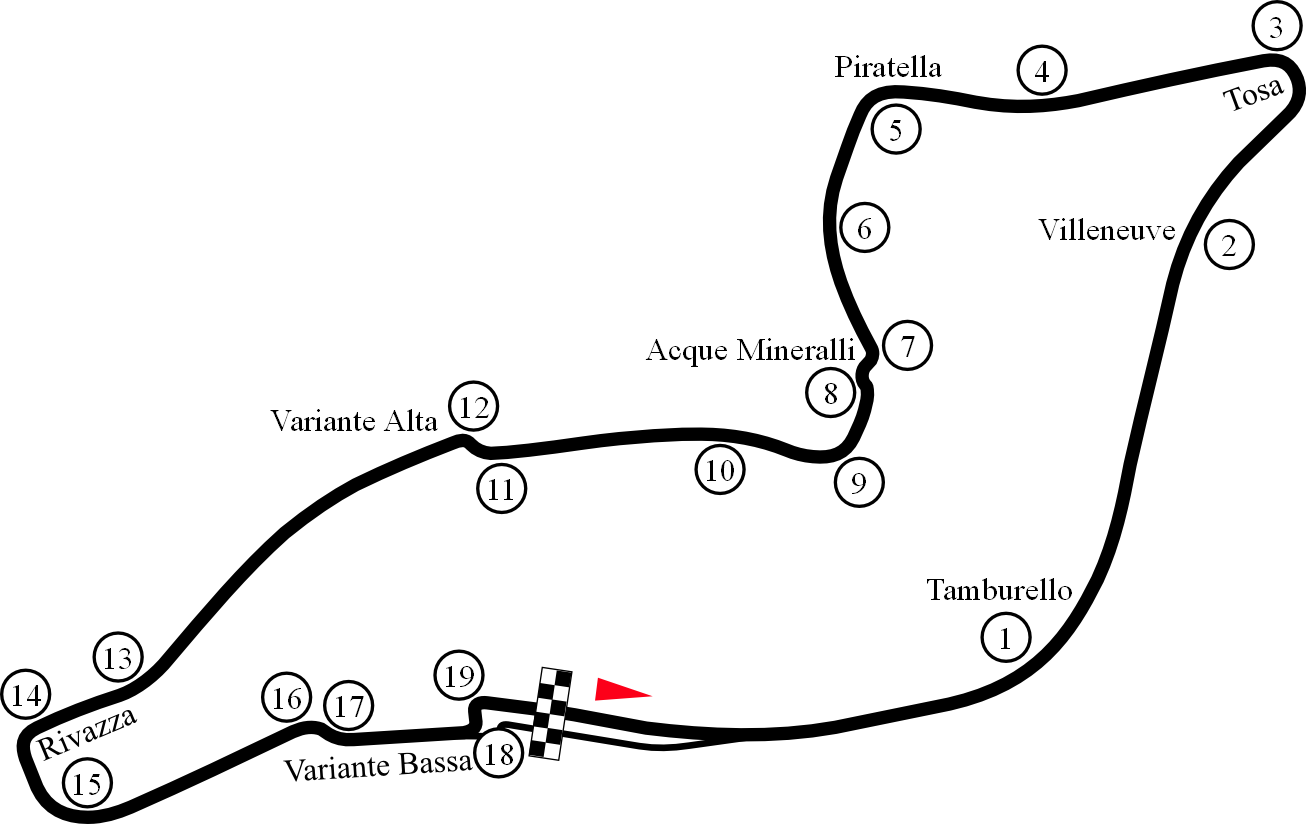
Mapa del circuit de Monza.

Resultats del Gran Premi de San Marino de la temporada 1984 disputat a l'Autodromo Enzo e Dino Ferrari el 6 de maig del 1984.

## Classificació
| Pos | No | Pilot              | Equip               | Voltes | Temps/ Retirada   | Pos. de sortida | Punts |
| --- | -- | ------------------ | ------------------- | ------ | ----------------- | --------------- | ----- |
| 1   | 7  | Alain Prost        | McLaren - TAG       | 60     | 1h 36' 54. 3      | 2               | 9     |
| 2   | 28 | René Arnoux        | Ferrari             | 60     | + 13.416 s        | 6               | 6     |
| 3   | 11 | Elio de Angelis    | Lotus - Renault     | 59     | Sense combustible | 11              | 4     |
| 4   | 16 | Derek Warwick      | Renault             | 59     | + 1 Volta         | 4               | 3     |
| 5   | 18 | Thierry Boutsen    | Arrows - Ford       | 59     | + 1 Volta         | 20              | 2     |
| 6   | 26 | Andrea de Cesaris  | Ligier - Renault    | 58     | Sense combustible | 12              | 1     |
| 7   | 23 | Eddie Cheever      | Alfa Romeo          | 58     | Sense combustible | 8               |       |
| 8   | 21 | Mauro Baldi        | Spirit - Hart       | 58     | + 2 Voltes        | 24              |       |
| 9   | 10 | Jonathan Palmer    | RAM - Hart          | 57     | + 3 Voltes        | 25              |       |
| DSQ | 4  | Stefan Bellof      | Tyrrell - Ford      | 59     | Desqualificat     | 21              |       |
| DSQ | 3  | Martin Brundle     | Tyrrell - Ford      | 55     | Desqualificat     | 22              |       |
| Ret | 9  | Philippe Alliot    | RAM - Hart          | 53     | Turbo             | 23              |       |
| NC  | 20 | Johnny Cecotto     | Toleman - Hart      | 52     | No Classificat    | 19              |       |
| Ret | 1  | Nelson Piquet      | Brabham - BMW       | 48     | Turbo             | 1               |       |
| Ret | 2  | Teo Fabi           | Brabham - BMW       | 48     | Turbo             | 9               |       |
| Ret | 30 | Jo Gartner         | Osella - Alfa Romeo | 46     | Motor             | 26              |       |
| Ret | 17 | Marc Surer         | Arrows - BMW        | 40     | Turbo             | 16              |       |
| Ret | 14 | Manfred Winkelhock | ATS - BMW           | 31     | Turbo             | 7               |       |
| Ret | 27 | Michele Alboreto   | Ferrari             | 23     | Esgotament físic  | 13              |       |
| Ret | 8  | Niki Lauda         | McLaren - TAG       | 15     | Motor             | 5               |       |
| Ret | 5  | Jacques Laffite    | Williams - Honda    | 11     | Motor             | 15              |       |
| Ret | 22 | Riccardo Patrese   | Alfa Romeo          | 6      | Part elèctrica    | 10              |       |
| Ret | 12 | Nigel Mansell      | Lotus - Renault     | 2      | Virolla           | 18              |       |
| Ret | 6  | Keke Rosberg       | Williams - Honda    | 2      | Part elèctrica    | 3               |       |
| Ret | 15 | Patrick Tambay     | Renault             | 0      | Col·lisió         | 14              |       |
| Ret | 25 | Francois Hesnault  | Ligier - Renault    | 0      | Col·lisió         | 17              |       |
| NVQ | 24 | Piercarlo Ghinzani | Osella - Alfa Romeo |        |                   |                 |       |
| NVQ | 19 | Ayrton Senna       | Toleman - Hart      |        |                   |                 |       |

## Altres
- Pole:Nelson Piquet 1' 28. 517

- Volta ràpida: Nelson Piquet 1' 33. 275 (a la volta 48)

- Va ser l'única ocasió en què Ayrton Senna no va classificar-se per disputar la cursa.